# Joina City
Joina City es el tercer edificio más alto de Zimbabue que se encuentra a 105 metros (detrás del Banco Reserve de Zimbabue (120m) y la sede de NRZ (110m). Es propiedad de Masawara Investments.¿El edificio tiene la instalación de ascensores y escaleras mecánicas más grande de Zimbabue. La construcción comenzó en 1998, pero se detuvo debido a la crisis económica que azotaba a Zimbabue. luego se reanudó y completó en 2010
El edificio cuenta con 3 plantas de estacionamiento en el sótano, 2 centros comerciales abiertos, a saber, planta baja (UG) y planta superior (UG) y 19 plantas comerciales.